# Walter Walker (general)
Walter Colyear Walker, född 11 november 1912 i Indien, död 12 augusti 2001, var en brittisk general.
Walker utexaminerades från Sandhurst och deltog i andra världskriget som officer i Storbritanniens armé. Han förde befäl över en bataljon i Burma i slutskedet av kriget. Bataljonens motto var "Live Hard, Fight Hard, and when necessary Die Hard."
Walker befordrades 1957 till brigadgeneral och 1961 till generalmajor. Han var med om att kväsa ett uppror i Brunei under 1960-talet.
Walker befordrades 1969 till general och han fick befäl över Allied Forces Northern Europe i Nato. Han pensionerades år 1972. Han skrev böckerna The Bear at the Back Door (1978), The Next Domino? (1982) och Fighting On (1997).